# E.T. the Extra-Terrestrial (album)
E.T. the Extra-Terrestrial er et soundtrackalbum udgivet af Michael Jackson i 1982. Sangene er fra filmen med samme navn.

## Sporliste LP
1. «Someone in the dark» 4:58
2. «Landing» 3:24
3. «Discovery» 11:32
4. «Home» 6:09
5. «Intrusion» 5:23
6. «Chase» 3:18
7. «Good-bye» 2:25
8. «Someone in the dark» 3:04

## Sporliste MC
1. «Someone in the dark»
2. «Three million light years from home»
3. «E.T. talks»
4. «E.T. phone home»
5. «We're losing him»
6. «Escape and desparture»
7. «Someone in the dark»